# بیا نونس
بیا نونس (انگلیسی: Bia Nunnes؛ زادهٔ ۴ آوریل ۱۹۵۸) بازیگر اهل برزیل است.